# Governo Barrot II
Il secondo Governo Barrot è stato in carica dal 2 giugno al 30 ottobre 1849, per un totale di 4 mesi e 29 giorni.

## Cronologia
- 2 giugno 1849: a seguito delle elezioni legislative, i conservatori ottengono una maggioranza assoluta dei seggi. Secondo la prassi, Odilon Barrot si dimette e ottiene la fiducia della nuova Assemblea, formando un secondo governo.
- 10-13 giugno 1849: in opposizione all'intervento francese contro la Repubblica Romana, diverse manifestazioni si svolgono a Parigi, Tolosa e Lione, portando il governo a prorogare l'interdizione dei club politici.
- 4 luglio 1849: l'invasione francese dello Stato pontificio, guidata dal generale Oudinot, dissolve la Repubblica Romana e restaura Papa Pio IX sul trono papale.[1]
- 30 ottobre 1849: il Presidente Bonaparte, in contrasto con la maggioranza conservatrice, costringe Barrot alle dimissioni e forma un governo "filo-presidenziale".[2]

## Consiglio dei Ministri
Il governo, composto da 9 ministri, vedeva partecipi:
| Carica                                | Titolare | Titolare                  | Partito | Mandato       | Mandato         |
| ------------------------------------- | -------- | ------------------------- | ------- | ------------- | --------------- |
| Presidente della Repubblica           |          | Louis-Napoléon Bonaparte  | –       | 2 giugno 1849 | 30 ottobre 1849 |
| Presidente del Consiglio dei Ministri |          | Odilon Barrot             | Destra  | 2 giugno 1849 | 30 ottobre 1849 |
|                                       |          |                           |         |               |                 |
| Ministro degli Affari Esteri          |          | Alexis de Tocqueville     | Destra  | 2 giugno 1849 | 30 ottobre 1849 |
| Ministro degli Interni                |          | Jules-Armand Dufaure      | Destra  | 2 giugno 1849 | 30 ottobre 1849 |
| Ministro della Guerra                 |          | Joseph Marcellin Rullière | Destra  | 2 giugno 1849 | 30 ottobre 1849 |
| Ministro della Giustizia              |          | Odilon Barrot             | Destra  | 2 giugno 1849 | 30 ottobre 1849 |
| Ministro delle Finanze                |          | Hippolyte Passy           | Destra  | 2 giugno 1849 | 30 ottobre 1849 |
| Ministro dei Lavori Pubblici          |          | Théobald de Lacrosse      | Destra  | 2 giugno 1849 | 30 ottobre 1849 |
| Ministro della Pubblica Istruzione    |          | Alfred de Falloux         | Destra  | 2 giugno 1849 | 30 ottobre 1849 |
| Ministro della Marina e Colonie       |          | Victor Destutt de Tracy   | Destra  | 2 giugno 1849 | 30 ottobre 1849 |
| Ministro dell'Agricoltura e Commercio |          | Victor Lanjuinais         | Destra  | 2 giugno 1849 | 30 ottobre 1849 |